# Nightmare (Avenged Sevenfold-album)
A Nightmare az Avenged Sevenfold nevű metálzenekar 2010-es, ötödik stúdióalbuma.
Az albumon M. Shadows énekelt, Synyster Gates szólógitározott, Zacky Vengeance ritmusgitározott, Johnny Christ basszusgitározott, Mike Portnoy dobolt. Az album eredeti dobosa The Rev lett volna, de mivel 2009-ben elhunyt, ezért dobötleteit Mike Portnoy dobolta fel 2010-ben. Az album producere Mike Elinzondo volt. Az albumot a Warner Records adta ki. A hangmérnök Andy Wallace volt, Ted Jensen pedig masterelte. Műfajok: heavy metal, hard rock, alternatív metál. A Billboard-listán 1. helyen debütált 163 000 példánnyal.